# تاغانروغ
تاغانروغ (بالروسية: Таганрог) هي إحدى مدن روسيا في الكيان الفدرالي الروسي روستوف أوبلاست.
تأسست مدينة تاغانروغ وهي مسقط رأس الكاتب الروسي العظيم أنطون تشيخوف ومكان وجود أحد أكبر مصانع التعدين في العالم والواقعة في جنوب روسيا على بحر آزوف، كقلعة وميناء عسكري في عهد القيصر بطرس الأكبر. ويعتبر تاريخ هذه المدينة الأسطورية جزءا لا يتجزأ من التاريخ الروسي.
ان هذه المدينة وليست بطرسبورغ كان يجب أن تصبح عاصمة الامبراطورية الروسية وفق رغبة القيصر بطرس الأكبر الذي بنى قلعة هنا على بحرآزوف في القرن السابع عشر. لكن حلمه لم يتحقق.
وحددت الحرب الفاشلة مع الأتراك مصير المدينة في بداية القرن ال18، حيث تعهدت روسيا بناء على اتفاقية السلام مع تركيا بإزالة القلعة. لكن المدينة نهضت من الرماد وتحولت إلى أكبر ميناء روسي إثر انتصار الروس على الأسطول التركي.
تعتبر هذة المدينة أكبر ثاني مدينة في الولاية الواقعة فها بعد (روستوف-نا-دونو) (عاصمة الولاية) وقد افتتح فيها في عام 2009 أول مطار مدني بجانب المطار العسكري.
تشتهر المدينة بمعالمها التاريخية ومن بينها المنازل الفاخرة للتجار اليونانيين والإيطاليين، وحدائقها النادرة وكورنيشها المشهور إلى جانب نوادي رياضة اليخوت الممتعة للجميع.

## المناخ
يظهر الجدول التالي التغييرات المناخية على مدار السنة لتاغانروغ:
| البيانات المناخية لـتاغانروغ      | البيانات المناخية لـتاغانروغ | البيانات المناخية لـتاغانروغ | البيانات المناخية لـتاغانروغ | البيانات المناخية لـتاغانروغ | البيانات المناخية لـتاغانروغ | البيانات المناخية لـتاغانروغ | البيانات المناخية لـتاغانروغ | البيانات المناخية لـتاغانروغ | البيانات المناخية لـتاغانروغ | البيانات المناخية لـتاغانروغ | البيانات المناخية لـتاغانروغ | البيانات المناخية لـتاغانروغ | البيانات المناخية لـتاغانروغ |
| الشهر                             | يناير                        | فبراير                       | مارس                         | أبريل                        | مايو                         | يونيو                        | يوليو                        | أغسطس                        | سبتمبر                       | أكتوبر                       | نوفمبر                       | ديسمبر                       | المعدل السنوي                |
| --------------------------------- | ---------------------------- | ---------------------------- | ---------------------------- | ---------------------------- | ---------------------------- | ---------------------------- | ---------------------------- | ---------------------------- | ---------------------------- | ---------------------------- | ---------------------------- | ---------------------------- | ---------------------------- |
| متوسط درجة الحرارة الكبرى °م (°ف) | 0.1 (32.2)                   | 0.3 (32.5)                   | 5.9 (42.6)                   | 15.4 (59.7)                  | 22.1 (71.8)                  | 25.8 (78.4)                  | 28.8 (83.8)                  | 27.8 (82.0)                  | 21.8 (71.2)                  | 14.6 (58.3)                  | 5.5 (41.9)                   | 0.6 (33.1)                   | 14.1 (57.3)                  |
| المتوسط اليومي °م (°ف)            | −2.6 (27.3)                  | −2.6 (27.3)                  | 2.7 (36.9)                   | 11.1 (52.0)                  | 17.6 (63.7)                  | 21.4 (70.5)                  | 24.6 (76.3)                  | 23.8 (74.8)                  | 18.1 (64.6)                  | 11.1 (52.0)                  | 2.8 (37.0)                   | −2.1 (28.2)                  | 10.5 (50.9)                  |
| متوسط درجة الحرارة الصغرى °م (°ف) | −5.5 (22.1)                  | −5.8 (21.6)                  | −0.7 (30.7)                  | 6.3 (43.3)                   | 12.4 (54.3)                  | 16.5 (61.7)                  | 19.7 (67.5)                  | 19.0 (66.2)                  | 13.8 (56.8)                  | 7.4 (45.3)                   | 0.3 (32.5)                   | −4.8 (23.4)                  | 6.6 (43.8)                   |
| الهطول مم (إنش)                   | 43 (1.7)                     | 40 (1.6)                     | 34 (1.3)                     | 38 (1.5)                     | 38 (1.5)                     | 58 (2.3)                     | 61 (2.4)                     | 39 (1.5)                     | 33 (1.3)                     | 34 (1.3)                     | 42 (1.7)                     | 50 (2.0)                     | 510 (20.1)                   |
| المصدر: Rostov-meteo.ru           |                              |                              |                              |                              |                              |                              |                              |                              |                              |                              |                              |                              |                              |

## توأمة
لتاغانروغ اتفاقيات توأمة مع كل من:
- بادنويلر
- لودنشايد
- Cherven Bryag [الإنجليزية]‏
- ماريوبول
- أوديسا
- جينينغ
- بينسك
- Khartsyzk [الإنجليزية]‏
- أنتراتسيت
- Famagusta Municipality  [لغات أخرى]‏ منذ (2000 - )[5]

## أعلام
- ألكسندر الأول
- أليكسندر رودينكو
- إيغور كوديلين
- شمس الدين زكي
- بافل دريفيانكو
- ديميتري شفتشينكو
- ألكسندر كويري